# Первая эпидемия холеры в России

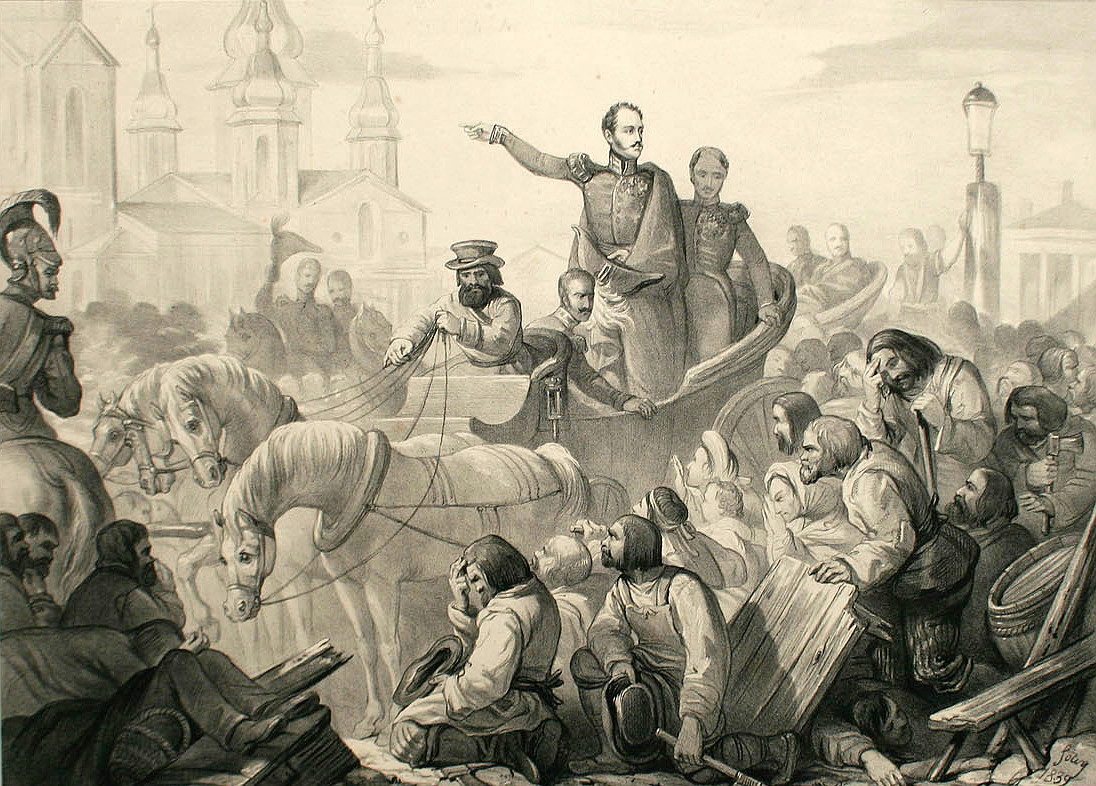
Николай I во время холерного бунта на Сенной площади

Эпидемия холеры в 1830 и 1831 годах — первая в истории России вспышка холеры, самого смертоносного в XIX веке инфекционного заболевания. Эпидемия в Российской империи была составной частью второй пандемии холеры, которая началась в долине Ганга в 1829 году. По официальным данным, из 466 457 заболевших в России холерой умерло 197 069 человек.

## В южных провинциях
Пандемии холеры продолжались в Евразии почти непрерывно на протяжении столетия — с 1816 по 1923 годы. Причиной такого распространения малоизвестной прежде болезни могла послужить мутация бактерии-возбудителя, произошедшая в Бенгалии в «год без лета». Аномальные погодные условия 1816 года современные учёные объясняют извержением вулкана Тамбора на территории Индонезии в апреле 1815 года.
На территории России холера была впервые зафиксирована в 1823 году, когда для изучения загадочного заболевания в Астрахань были командированы из Петербурга доктора О. Ф. Калинский и С. Ф. Хотовицкий. В последующие шесть лет случаи холеры если и отмечались, то только спорадически. За пределами Астрахани первый холерный диагноз был поставлен в Оренбурге 26 августа 1829 года. В Бугульме болезнь объявилась 7 ноября, в Бугуруслане — 5 декабря. К февралю следующего года эпидемия на Южном Урале прекратилась. Всего было зафиксировано около 3500 случаев болезни, из них 865 со смертельным исходом.
Вторая пандемия распространялась гораздо быстрее, чем первая. Отчасти это объяснялось возвращением из Азии русской армии после нескольких лет войн (сначала с персами, потом с турками). Из Персии холера проникла летом 1830 года в Тифлис и в Астрахань. Малограмотные лекари и народ на первых порах принимали малоизвестное ещё заболевание за давно известную в России чуму. Когда подтвердилась первая смерть от холеры, жители Тифлиса первым делом устремились в храмы. По свидетельству французского консула, мещане стали разбегаться из заражённого города, и из 30 тысяч жителей к концу эпидемии в Тифлисе оставалось не более четвёртой части.
В Севастополе эпидемия к весне 1830 года только ожидалась, при этом возбудителем по привычке называли чуму, но злоупотребления при карантине к лету привели к восстанию. Был растерзан военный губернатор Н. А. Столыпин, убиты чиновники карантина. Восставшие удерживали город в течение пяти дней, 2-7 июня 1830 года.

Центральная комиссия для пресечения холеры была образована 9 сентября 1830 года. В крупных городах было решено развернуть временные холерные больницы (в Москве — Ордынская, Басманная и т. д.). Возглавить борьбу с «моровым поветрием» царь поручил министру внутренних дел Закревскому, который «принял очень энергичные, но совершенно нелепые меры, всю Россию избороздил карантинами, — они совершенно парализовали хозяйственную жизнь страны, а эпидемии не остановили». Тысячи людей и лошадей с товарными обозами задерживались у застав, высиживая карантин. В тех, кто пытался пробраться через оцепления, приказано было стрелять.

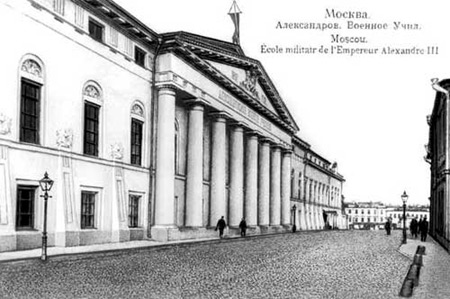
Дом Апраксиных на Знаменке, приобретённый казной для размещения «холерного института»

Неслыханные прежде запреты на передвижение вызывали недовольство всех сословий и порождали холерные бунты. Так, в Тамбове пятитысячная толпа горожан захватила губернатора, которого на следующий день пришлось вызволять конным жандармам.

## Холера в Москве

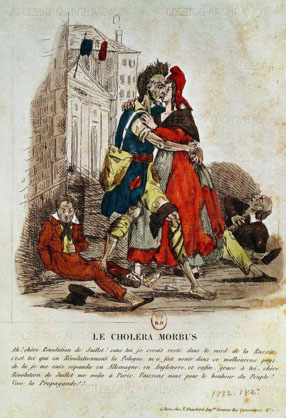
Французская карикатура на холеру-морбус (1830)

О том, что «собачья смерть» пришла в Москву, в Петербурге узнали 24 сентября. Уже через 3 дня император Николай I покинул столицу и отправился в «белокаменную», чтобы не допустить повторения чумного бунта 1771 года. Торговля в городе прекратилась, банки перестали проводить платежи. Император оставался в Москве до 7 октября, чем предотвратил распространение паники. Мужество государя вызвало горячий отклик у подданных, о чём свидетельствует стихотворение Пушкина «Герой», подписанное: «29 сентября 1830 года. Москва».
Молодой Вадим Пассек, самоотверженно отдав себя в распоряжение холерного комитета, ставил на себе опыты «прилипчивости» холеры, благополучный исход которых помог смелее относиться к болезни и привлёк больше добровольцев. Это время он описал в очерке «Три дня в Москве во время холеры» («Молва», 1831, № 27—29). Подобные опыты в отношении диковинной болезни ставили на себе и некоторые медики. Эпидемия нанесла тяжёлый удар по медицинским кадрам, особенно среди молодёжи. Среди заразившихся были даже такие светила медицины, как Филипп Депп и Матвей Мудров.
С 23 сентября по 6 января по приказу генерал-губернатора князя Д. В. Голицына издавалась так называемая «холерная газета», целью которой было пресечение слухов и паники среди населения. Впрочем, реальные цифры заболевших в официальных бюллетенях занижались. Подсчитано, что к 13 ноября холерой заразились 4500 москвичей, из них 2340 умерли, 818 уже выздоровели. В Казанской губернии по состоянию на ноябрь было известно о 1403 заражённых, из которых 808 скончались. К концу января общее число пострадавших от болезни москвичей составляло 8576 человек.

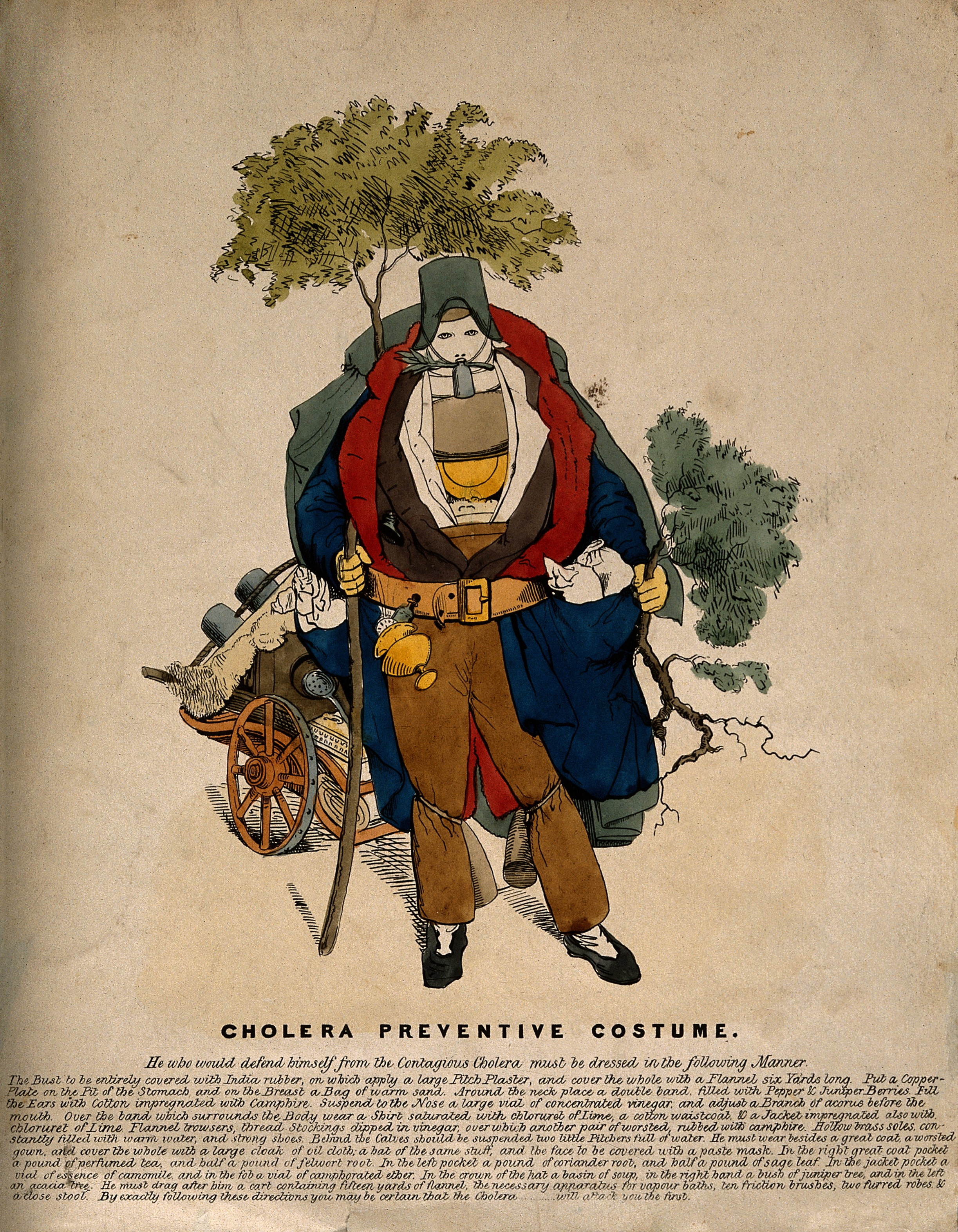
Противохолерный костюм (1832) был разработан по образу и подобию противочумного.

25 сентября 1830 года
О другом не слышим здесь, как о холере, так что, право, надоело. Мы были довольны, веселы у княгини Хованской вечером; является Обресков, рассказывает, что у него кучер умирает холерою, всех дам перепугал по пустякам. Я у людей его спрашивал. Кучер просто напился, и его рвало беспощадно.
1 октября 1830 года
Видел [почтмейстера] Рушковского, от коего Голицын требует окуривать все письма. Вообрази, какой это наводит страх в губерниях: в Москве чума! <…> Да государь-то какой ангел?! Всем известно, что он любит императрицу и детей своих, а он оставляет непринуждённо всё, что сердцу его дорого, ценно, чтобы лететь в Москву, которую описали ему жертвою смертоносной лютой заразы! Это будет в истории его написано золотыми буквами.
2 октября 1830 года
А я всё-таки не верю холере. На улицах ловят всех пьяных и полупьяных (а пьют очень много, оказия славная с горя), берут в больницы, бродяг также. Всё это считается больными. Доктора поддерживают, что прежде говорили: выгода их, чтобы было сказано, что их стараниями холера уничтожена. Что будет — Богу известно, но до сих пор вижу я обыкновенные болезни, бывающие всякий год в это время от огурцов, капустных кочерыжек, яблоков и проч. Не я один так думаю; но противоположная партия сильнее.
3 октября 1830 года
Во дворце, прежде чем быть допущенным наверх, большая проформа: надобно облить руки хлорной водою и прополоскать рот. Я всё-таки своё толкую, что нет холеры. Доказано, что мрут только пьяницы, обжоры, отощанные и те, кои сильно простужаются. Кто более рыскает всюду почтальонов, священников, кои больных исповедают и причащают, солдат, кои в куче живут? Нет больных, ни мёртвых такого рода ни в почтамте, ни между попами, ни в казармах. На что граф мне сказал, что болезнь не заразна, переходит не через прикосновение, а по воздуху, что это поветрие.
10 октября 1830 года
По городу ходят разные россказни, кои наводят страх или уныние на умы слабые, а это большинство. Попасть в госпиталь и умереть почитают одним. Говорят, что священникам запрещено ходить на дома исповедовать и причащать и проч. Конечно, лучше всего не верить подобным рассказам, но зачем их рассеивают?
Разговоры сии понудили начальство как бы оправдываться перед публикою в 16-м отчете о состоянии города. Всякий заметит, что здесь выздоравливают из 500 больных только 8, а в Ярославле из 69 — 20, в Рыбинске из 198 — 65 выздоровевших: стало быть, там лучше лечат или обходятся с больными.
11 октября 1830 года
Положим, что мрут холерою, а не обыкновенными осенними болезнями; но мы видим, что в нашем классе ни один ещё не умер мнимою этой холерой, а всё в народе. Отчего? Болезнь не в воздухе, ибо мы глотаем один воздух с простым народом. Стало быть, смертность от невоздержания, пьянства, худой или неумеренной пищи.
14 октября 1830 года
Как меня уверяли, Хлебников вылечивает в домах по 50 и 60 человек в день, за что несёт гонение от медиков. Главное — захватить в первую минуту и сильный пот произвесть, — сказал он Волкову, и мы этого держимся. Всего спасительнее: первое — не отягощать досыта желудка; второе — вино пить, но не напиваться; третье — на желудке носить фланель; четвёртое — не евши, не выезжать со двора и иметь на ногах тёплое.
16 октября 1830 года
В полиции, попах и медиках действует корысть. Вот, слышал я, как делает Закревский: у него род дозоров, составленных из медиков, фельдшеров с разными лекарствами, пиявками и проч., объезжают город; приказано везде, где занеможет кто холерою, на крыши выставлять платок белый в виде знамени, а ночью — фонари; где команда видит знаки сии, туда тотчас въезжает, спрашивает больного и тотчас действует к его спасению.
Все требуют Иверскую подымать, а в народе молва, что город только тогда избавится от холеры, когда икона Божьей Матери объездит все части города. Мы третий день не можем иметь образ; говорят, что в субботу повезут по Арбату, и тогда выйдем на улицу встречать.
19 октября 1830 года
Фавсту сказывали, что на больнице, что в Смоленском рынке, нашли прибитой и припечатанной с четырёх углов следующую надпись: «Ежели доктора-немцы не перестанут морить русский народ, то мы их головами вымостим Москву!» Ежели это не умысел людей неблагонамеренных, то всё-таки шалость вредная. Верно, не отыщут; впрочем, в городе спокойно, а это важное обстоятельство в сии смутные времена.
13 ноября 1830 года
Директриса французской труппы Карцева занемогла холерою, и актёры, кои не терпят её, говорят: «Хорошо, ибо вы увидите, что холера с нею не справится: она не выдержит, а не больная».
15 ноября 1830 года
Болезнь идёт так хорошо, что вчера умерло только 20 человек. Полиция во зло употребляет выдачу свидетельств: являются совсем не холерные и остаются в больницах несколько дней, для того только, чтобы выйти одетыми, обутыми и с пятью рублями награждения. Где не заведётся злоупотребление? Все без изъятия ожидают с нетерпением расцепления города; подходит Рождество, это для Москвы и окружных селений — как другая макарьевская ярмарка: большие делаются продажи и закупки.
19 ноября 1830 года
Приехал навестить меня князь Александр Михайлович Урусов. Я к нему выходил; и он становится хил, посидел довольно долго. Много толковали о холере. Он тоже моего мнения, что холера не прилипчива, спорил с самим государем, который ему изволил сказать: «Экий ты, братец, спорщик, ну так останемся всякий при своём мнении». Император полагаться должен на то, что ему доносят, а как господа медики врут и сбиваются во мнениях своих!
Болезнь оканчивается, — так говорят, что она в товарах, что надобно их все окурить. Да на это надобно года два! В Москве, может быть, на 10 миллионов одного чаю, хорош будет хлоровый чай! Хороши будут материи шёлковые! Большие идут о сём прения; чем кончатся — не знаю.

## Холера в Петербурге

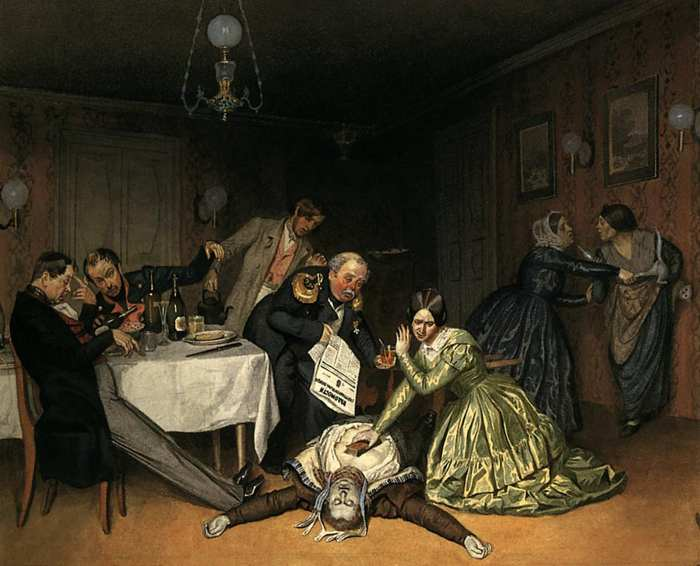
Павел Федотов. «Во всём холера виновата».

Наступившая зима и правительственные карантины сдерживали наступление болезни на Петербург до июня 1831 года. На новый год А. Я. Булгаков писал из Москвы в столицу: «Да, брат, видно, что холера и морозов не боится. Закревский сказывал вчера, что она жестока оказалась в Киеве; но ежели (чего Боже сохрани!) окажется у вас, то докажет великий аргумент, что болезнь есть сильное поветрие, против коего все оцепления бесполезны, ибо чего ни делали, чтобы оградить Петербург от холеры? Здесь всё ещё есть хвостики холерные, но силу свою болезнь потеряла».
В апреле 1831 г. появились первые признаки холеры в Петербурге, вызвав здесь страшную панику. Внезапность действия болезни, её ужасные симптомы и то обстоятельство, что она непосредственно развивалась после дурной пищи и холодного питья, породили мысль, что люди заболевают и умирают вследствие отравления, в чём участвуют доктора и полиция. А так как появление холеры в Петрограде пришлось на время польского восстания, то огромное большинство жителей столицы приписывало эти мнимые отравления непосредственному действию, а также подкупам поляков. По всему городу разошлись и повторялись нелепые слухи о том, как поляки ходят ночью по огородам и посыпают овощи ядом; как, незаметно проходя в ворота домов, всыпают яд в стоящие во дворах бочки с водою; как зафрахтованные мятежниками корабли привозили целые грузы мышьяку и всыпали их в Неву и т. п. Взволнованные толпы народа ходили по улицам и всякого, кто им казался почему-нибудь «холерщиком», били и истязали, нередко до смерти.

Официально рекомендовалось иметь при себе раствор хлорной извести или крепкого уксуса, которым нужно было часто протирать руки, участки лица около носа, виски и пр. С этой же целью советовали носить в кармане хлориновую (белильную) известь. Каждого использовавшего вышеназванные средства ждали большие неприятности, так как в них видели отравителей. В лучшем случае их заставляли употребить все эти средства внутрь. Простолюдины начали ловить и избивать врачей, разбивать холерные кареты, громить больницы.
Во время июньского холерного бунта учреждённая на Сенной площади холерная больница была разорена, а два или три медика и столько же полицейских убиты. Дело дошло до того, что в течение целых трёх суток полиция и доктора прятались, и рассвирепевший народ делал, что хотел. На Сенной площади были выстроены войска и расставлено оружие. Лишь появление среди толпы народа императора Николая Павловича несколько успокоило народ.
По мере того как холера стала ослабевать в Петербурге, она появилась в Финляндии и в том же 1831 году достигла Лондона. Спеша оправдаться перед недовольным его успехами императором, министр Закревский отправился в Финляндию для принятия предохранительных мер против мора, а вместе с тем для исследования тайных слухов о привозе в Финляндию оружия и революционных замыслах местного дворянства. Несмотря на служебное рвение, Закревскому пришлось уйти в отставку после того, как его брат был «отдан под суд за то, что при появлении холеры в городе (кажется, Ржеве), где он городничим, уехал оттуда, оставив оный на произвол судьбы».
О размахе эпидемии свидетельствует число её жертв даже среди высших слоёв: несостоявшийся император Константин Павлович, знаменитый богач и сибарит Н. Б. Юсупов, бывший московский генерал-губернатор Ю. В. Долгоруков, бывший новороссийский генерал-губернатор А. Ф. Ланжерон, бывший министр внутренних дел В. С. Ланской, адмирал-путешественник В. М. Головнин, генерал-фельдмаршал И. И. Дибич, командовавший в то время действующей армией. Для обустройства многочисленных сирот, оставшихся после эпидемии, в Петербурге был организован сиротский институт. Аналогичное заведение в Москве позднее было реорганизовано в Александровское военное училище.
Борьба с холерой стала вехой в становлении русской медицины. Первые итоги изучения инфекции были подведены в коллективном труде «Трактат о повально-заразительной болезни — холере, бывшей в России в 1830 и 1831 годах» (СПб, 1831); тогда же была впервые сформулирована «мысль о заразительности холеры и роли людей в её распространении».
5 сентября 1830 года
Ужасная болезнь холера-морбус в прошедшем месяце свирепствовала в Астрахани, оттуда двинулась в Саратов, Тамбов, Пензу и ныне посетила Вологду, как доносит о том местное начальство министру внутренних дел. В столице сильно беспокоятся. Болезнь сия, в самом деле, всего опаснее в большом городе: здесь настоящая её жатва, а может быть, и колыбель.
25 сентября 1830 года
Холера уже в Москве. Это известно официально. Говорят, что она и в Твери. Итак, мы не на шутку готовимся принять сию ужасную гостью. В церквах молятся о спасении земли русской; простой народ, однако, охотнее посещает кабаки, чем храмы Господни; он один не унывает, тогда как в высших слоях общества царствует скорбь. По московской дороге, в Ижоре, учреждён род карантина, ибо вчера приехавший туда курьер умер, говорят, от холеры. Все спрыскиваются хлором, запасаются дёгтем и уксусом. Везде движение. Жизнь, почуяв врага, напрягается и готовится на борьбу с ним.
19 июня 1831 года
Наконец холера со всеми своими ужасами явилась и в Петербурге. Повсюду берутся строгие меры предосторожности. Город в тоске. Почти все сообщения прерваны. Люди выходят из домов только по крайней необходимости или по должности.
27 июня 1831 года
Тяжёл был вчерашний день. Жертвы падали вокруг меня, поражённые невидимым, но ужасным врагом. Попечитель до того растревожился, что сделался болен: а теперь болезнь и смерть синонимы. По крайней мере так думают все. В сердце моём начинает поселяться какое-то равнодушие к жизни. Из нескольких сот тысяч живущих теперь в Петербурге всякий стоит на краю гроба — сотни летят стремглав в бездну, которая зияет, так сказать, под ногами каждого.
28 июня 1831 года
Болезнь свирепствует с адскою силой. Стоит выйти на улицу, чтобы встретить десятки гробов на пути к кладбищу. Народ от бунта перешёл к безмолвному глубокому унынию. Кажется, настала минута всеобщего разрушения, и люди, как приговорённые к смерти, бродят среди гробов, не зная, не пробил ли уже и их последний час.
3 июля 1831 года
Вчера был у меня доктор Гассинг. Он говорит, что холера начинает несколько ослабевать. Третьего дня умерших было 277 человек, вчера 235. Сейчас получил записку от Деля, в которой он извещает меня, что в институте умерли от холеры четыре девицы, из них две моего класса.

## Дальнейшее распространение

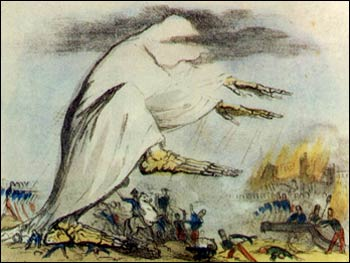
Холера завоёвывает Европу (1831)

Из-за карантинов помещики, разъехавшиеся на лето по своим усадьбам, с наступлением холодов не могли вернуться в Москву и оказались запертыми в деревне. В числе невольных узников оказались поэты П. А. Вяземский и А. С. Пушкин, который долгими осенними вечерами сочинял в Болдине «Повести Белкина» и «Маленькие трагедии», а также завершил роман «Евгений Онегин» (см. болдинская осень). Невесёлые мысли поэта о торжестве смерти в окружающем мире отразились в написанном в это время произведении «Пир во время чумы».
Отсутствие надёжной диагностики позволяло в каждой внезапной смерти подозревать холеру. Слухи о возвращении «индийской болезни» будоражили русское общество на протяжении всего последующего десятилетия. Характерная цитата из писем москвича того времени: «Алексей Бобринский сказывал, что у них холера около Тулы, что умер у него вдруг садовник; жена его, испугавшись, бежала оттуда, забрав всех детей, сперва в Богородск, а там едет сюда».
Новости о том, что страшная гостья из глубин Азии достигла порога Европы, вызывали ужас и оцепенение в Париже и Лондоне. Никогда со времени изгнания Наполеона в европейских столицах не ждали новостей из России с таким нетерпением, как в 1830 году. Хотя письма, приходившие из России, на западе с целью дезинфекции окунали в уксус, холера из России всё-таки проникла в Европу — как считалось, с русской армией, подавлявшей восстание поляков, хотя ещё накануне восстания, в августе 1830 года, болезнь уже свирепствовала на бывших землях польской короны (в частности, на Волыни). Это было первое появление экзотической восточной болезни в Европе, откуда она затем пробралась и в Западное полушарие.

## Народные поверья
В России в те годы распространяется название болезни «корчова» за характерные судороги мышц. А в русских народных сказаниях холеру стали отождествлять с злобной старухой с обезображенным лицом. Также представляли ее как поветрие, которое летает над деревнями в виде огромной черной птицы со змеиными головами и хвостом. Летает она ночью, и где заденет воду железным крылом, там разразится мор. Спасаться от нее следует, идя в нетопленую баню, где надо залезть на полку и притвориться мертвым. Также надо замкнуть двери в домах: болезнь решит, что никого нет, и уйдет. На Украине верили, что она носит красные сапоги, может ходить по воде, беспрестанно вздыхает и по ночам бегает по селу с возгласом: «Была беда, будет лихо!». Где она остановится переночевать, в том доме не уцелеет в живых ни одного человека.